# Руд, Эдвин
Эдвин Руд (9 июля 1854, Норвегия — 9 декабря 1932, Питтсбург, США) — норвежский инженер-механик и изобретатель, эмигрировал в США, где построил водогрейный котел и др.
Начал работать в 1880 в Питсбурге на Джорджа Вестингаузена.

## Награды

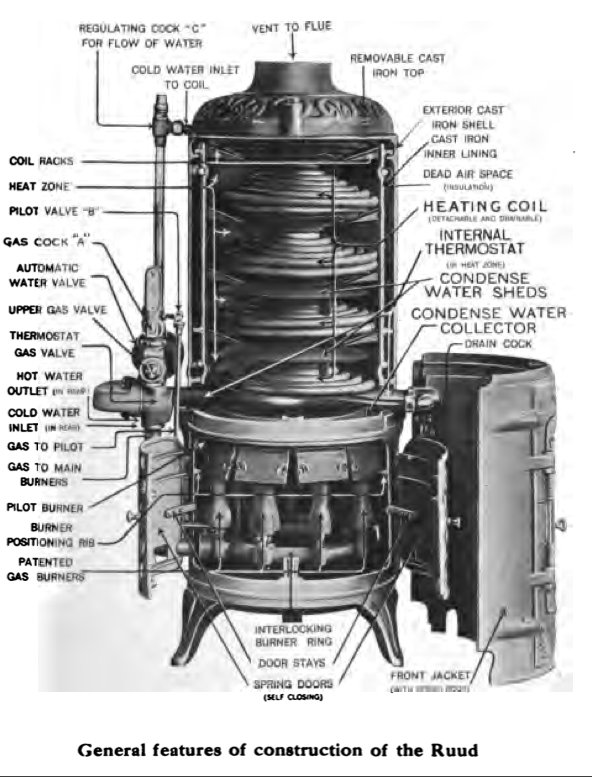

- 1904 Выставка в Луизиане, Золотая медаль за автоматический водонагреватель.

## Патенты
- Balanced Slid-Valve: July 4, 1882 US260612
- Stuffing Box: August 5, 1890 US433824
- Водонагреватель: December 30, 1890 US443797
- Fluid Meter: May 5, 1891 US451881
- Водонагреватель: September 29, 1891 US460513
- Automatic Steam Regulator for Gas Producers: September 6, 1892 US482320
- Автоматический водонагреватель: September 6, 1898 US610281
- Automatic Cut-off For Gas-Service Pipes: September 10, 1901 US682345
- Storage Water-Heater: May 14, 1907 US853738
- Thebmostatic-Valve-Operating Mechanism: December 31, 1907 US875217
- Автоматический температурный контроль для Утюга: September 30, 1913 US1074467
- Water Valve for Instantaneous Water Heaters: February 26, 1918 US1257932
- Fluid-Mixing Apparatus: April 6, 1920 USRE14836